# Volusianus
Volusianus (Gaius Vibius Volusianus), född omkring 230, död i augusti 253 i Interamna, Italien, var romersk kejsare mellan juli 251 och augusti 253.
Volusianus utsågs till kejsare av sin far Trebonianus Gallus, som även upphöjt den tidigare kejsarens Decius son Hostilianus till denna ärofulla men riskabla position[källa behövs].
Volusianus och hans far ställdes omedelbart inför flera utmaningar. En svår pest härjade i Rom och tog Hostilianus liv. Samtidigt pågick  strider mot både goterna och perserna, som invaderade romerskt område från varsitt håll. Läget förvärrades yttligare när  en guvernör vid namn Aemilianus gjorde uppror. Aemilianus blev upphöjd till kejsare av sina trupper och marscherade därefter mot Rom. I detta kritiska skede blev både Volusianus och Trebanianus Gallus dödade av sina egna soldater [källa behövs].